# One for the Road (canción de Arctic Monkeys)
«One for the Road» —en español: «Una para el camino»— es una canción de la banda británica Arctic Monkeys de su quinto álbum de estudio, AM. Fue lanzado el 9 de diciembre de 2013 como el cuarto sencillo del álbum. El sencillo está disponible en el 7" en formato vinilo, y como descarga digital, y cuenta con un lado B titulado «You're So Dark». el 6 de diciembre de 2013, Arctic Monkeys en libertad pista de audio oficial del lado-B en YouTube.

## Video musical
Un video musical de la canción fue lanzada el 23 de octubre de 2013. Se rodó en blanco y negro, y dirigido por Focus Creeps, con quien la banda anteriormente trabajó en varios videos en el 2011 y 2012, incluyendo el video del ganador de NME Awards para «R U Mine?». El video muestra a Arctic Monkeys el guitarrista Jamie Cook conducir tractor en trajes de tres piezas, la impactante banda plantea en un campo de maíz, y una fiesta con modelos y fuegos artificiales.

## Lista de canciones
7", descarga digital

| N.º | Título             | Duración |  |
| 1.  | «One for the Road» | 3:26     |  |
| 2.  | «You're So Dark»   | 3:02     |  |

## Personal
Arctic Monkeys
- Alex Turner – voces, y guitarra rítmica.
- Jamie Cook – guitarra rítmica.
- Nick O'Malley – voz de la guitarra baja, guitarra barítono, coros.
- Matt Helders – tambores, percusión, coros.

Músicos adicionales
- James Ford – teclados (pista 1)
- Josh Homme – coros (pista 1)

## Posicionamiento en listas
| Listas (2013)                               | Mejor posición |
| ------------------------------------------- | -------------- |
| Bélgica (Flandes) (Ultratip Bubbling Under) | 76             |
| Reino Unido (UK Indie Chart)                | 14             |

## Historial de lanzamientos
| País           | Fecha                   | Discográfica | Formato(s)                     |
| -------------- | ----------------------- | ------------ | ------------------------------ |
| Reino Unido    | 9 de diciembre de 2013  | Domino       | Vinilo de 7", Descarga digital |
| Estados Unidos | 10 de diciembre de 2013 | Domino       | Vinilo de 7", Descarga digital |